# IC 1109
IC 1109 — галактика типу E (еліптична галактика) у сузір'ї Змія.
Цей об'єкт міститься в оригінальній редакції індексного каталогу.